# Tar, Nógrád
Tar  este un sat în districtul Pásztó, județul Nógrád, Ungaria, având o populație de 1.926 de locuitori (2011). 

## Demografie
Componența etnică a satului Tar
     Maghiari (89,17%)
     Romi (10,06%)
     Necunoscut (0,16%)
     Alții (0,62%)
Componența confesională a satului Tar
     Romano-catolici (61,89%)
     Fără religie (12,98%)
     Reformați (1,45%)
     Luterani (1,14%)
     Necunoscută (22,07%)
     Alte religii (2,18%)
Conform recensământului din 2011, satul Tar avea 1.926 de locuitori. Din punct de vedere etnic, majoritatea locuitorilor (89,17%) erau maghiari, cu o minoritate de romi (10,06%). Apartenența etnică nu este cunoscută în cazul a 0,16% din locuitori.  Din punct de vedere confesional, majoritatea locuitorilor (61,89%) erau romano-catolici, existând și minorități de persoane fără religie (12,98%), reformați (1,45%) și luterani (1,14%). Pentru 22,07% din locuitori nu este cunoscută apartenența confesională.